# Niouma
Niouma est une commune rurale située dans le département de Bagaré de la province du Passoré dans la région Nord au Burkina Faso.

## Géographie
Niouma est situé à 4 km à l'ouest de Bagaré, le chef-lieu du département, et à environ 45 km au sud-ouest du centre de Yako. Le village est traversé par la route régionale 21.

## Santé et éducation
Le centre de soins le plus proche de Niouma est le centre de santé et de promotion sociale (CSPS) de Bagaré tandis que le centre médical avec antenne chirurgicale (CMA) de la province se trouve à Yako.
Le village possède une école primaire.